# Jean Bart (écrivain)
Pour les articles homonymes, voir Jean Bart (homonymie) et Bart.
Jean Bart (né le 28 novembre 1874 et mort le 12 mai 1933) est le pseudonyme littéraire de l’écrivain roumain Eugeniu P. Botez, emprunté du corsaire dunkerquois du même nom. Il figure également, à partir de 1922, comme membre correspondant de l'Académie roumaine .

## Biographie
Jean Bart commence ses études à l'école primaire de Păcurari, en 1882, où il a eu comme professeur l'écrivain Ion Creangă. À partir de la troisième, selon la tradition familiale, il est inscrit au lycée militaire, afin de commencer une carrière. Son père était le général Panait Botez.  
Il a fini ses études de l'École des officiers de la marine, en embarquant au bord du navire-école Mircea. Il devient commandant de bord. Plus tard, il a travaillé dans l'administration navale et portuaire de l'époque. Il a été cofondateur de la Revue Maritime ainsi que de la Ligue Navale Roumaine (Liga Navală Română), en 1928. 
Il collabore au magazine littéraire Pagini literare [Pages de littérature], en 1899, aux côtés de Mihail Sadoveanu. Il a par la suite des contacts dans le monde littéraire qui lui permettent de collaborer avec d'autres magazines connus de l'époque : Viața Românească [La Vie roumaine], Adevărul Literar [La Vérité littéraire]. Ses volumes alternent, après la guerre, avec ses missions officielles en Suède, États-Unis, Genève, Paris, où il doit participer en tant que secrétaire de La Ligue Navale Roumaine, spécialiste dans les problématiques du Danube.
Il meurt la même année 1933, date de parution d'Europolis. Il repose dans le cimetière Bellu.

## Œuvre littéraire
L'écrivain commence à signer ses œuvres littéraires avec le pseudonyme Jean Bart en 1911, en ajoutant entre parenthèses son vrai nom. Il écrit des articles de journal, des reportages, et des nouvelles, pour finir avec le roman Europolis, en 1933, préfacé par George Călinescu. Plus récemment, c'est Paul Cernat qui a consacré une nouvelle préface, sous le titre Un port de la răsărit [Un port du levant]à ce roman, dont Claudio Magris écrivait, dans Danube : « Le livre est une histoire d’illusion, de décadence, de tromperie et de solitude, de malheur et de mort ; une symphonie de la fin, dans laquelle cette ville qui se donne des allures de petite capitale européenne devient bas-fond, rade abandonnée ».
La trame du roman peut se résumer ainsi : Stamati Marulis, patron de café et ancien marin, s’est marié à Penelopa qui, jeune, a fréquenté un milieu huppé à Istanbul avant la mort de son père. Elle est frustrée du peu d’envergure de son mari. Elle est séduite par Angelo Deliu, marin et avide de conquêtes, un tombeur. Tout cela se passe à Sulina, port de l’embouchure du Danube en déclin. Une lettre annonce à Stamati l’arrivée d’Amérique de son frère Nicola Marulis et tout le monde s’attend à un riche investisseur. Mais Nicola débarque avec sa fille Evantia, magnifique métisse : il a surtout été en prison, après quoi il a cultivé un peu la terre. Il est donc pauvre. Evantia tombe amoureuse du jeune apprenti capitaine Neagu mais se fait piéger par Deliu et lui cède. Neagu, follement jaloux, part au loin. Penelopa, folle de jalousie, se suicide. Stamati brûle sa maison et finit à l’asile. Nicola finit, pour survivre, par faire de la contrebande : il est tué lors d’une opération de police. Evantia atterrit dans le bouge local, où elle danse. Enceinte, elle accouche d’un enfant que miss Sibyl, son infirmière, adopte. Evantia meurt de la tuberculose.
Ses autres écrits ont constitué des travaux préparatoires pour la trilogie dont seul le premier tome, Europolis, a été publié.

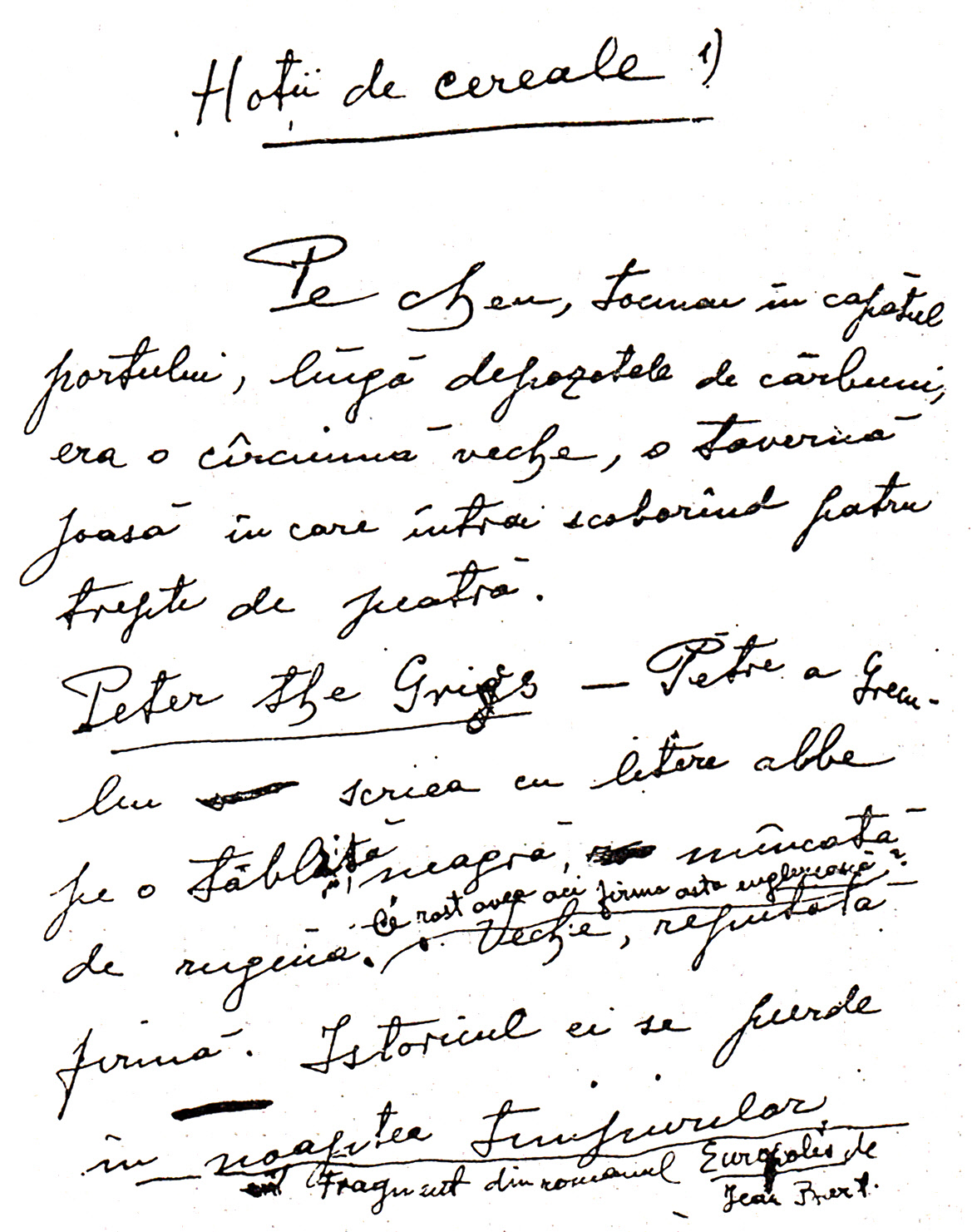

## Liste des œuvres
- Jurnal de bord [Journal de bord], Schițe de bord și marine [Esquisses de bord et des mers], 1901
- Datorii uitate [Devoirs oubliés], 1916, mémoires de guerre
- În cușca leului [Dans la cage du lion], 1916, mémoires de guerre
- Prințesa Bibița [La Princesse Bibița], roman, 1923
- În Deltă... [Dans le delta], 1925
- Pe drumuri de apă [Par voies maritimes], 1931
- Europolis, roman, 1933

## Traductions en français
- Europolis, roman traduit du roumain par Constantin Botez, 1958 [6].

- Europolis, roman traduit du roumain par Gabrielle Danoux, 2016 [7].

## Sources
- Jean Bart
- Europolis
- Eugeniu P. Botez
- Liga Navală Română